# Sympathetic Sounds of Detroit
Sympathetic Sounds of Detroit è una compilation di gruppi musicali di Detroit realizzata nel 2001, preparata da Jack White dei The White Stripes. Il disco è stato registrato a casa di Jack White.

## Tracce
1. "Black Girl" - The Paybacks
2. "Payback Blues" - The Paybacks
3. "Dirtbomb Blues" - The Dirtbombs
4. "I'm Through with White Girls" - The Dirtbombs
5. "Accusatory" - The Hentchmen
6. "Black and Blue" - Ko & the Knockouts
7. "Come on Blues" - Come Ons
8. "Sunday Drive" - Come Ons
9. "Soledad Blues" - Soledad Brothers
10. "Shaky Puddin'" - Soledad Brothers
11. "Sound of Terror" - The Von Bondies
12. "High Class" - The Buzzards
13. "Shout Bama Lama" - The Detroit Cobras
14. "Banty Rooster Blues" - Bantam Rooster
15. "Run Rabbit Run" - Bantam Rooster
16. "Whiskey 'n Women" - The Clone Defects
17. "Decal on My Sticker" - Whirlwind Heat
18. "Red Death at 6:14" - The White Stripes
19. "Buzzard Blues" - The Buzzards